# Astragalus fabaceus
Astragalus fabaceus är en ärtväxtart som beskrevs av Friedrich August Marschall von Bieberstein. Astragalus fabaceus ingår i släktet vedlar, och familjen ärtväxter. Inga underarter finns listade i Catalogue of Life.